# Via XX Settembre (Torino)
Via XX Settembre è una delle vie storiche del capoluogo piemontese, situata nella parte più antica del centro della città sabauda. La strada collega, da sud a nord, Corso Vittorio Emanuele II in prossimità di piazza Carlo Felice a Corso Regina Margherita in prossimità della Porta Palatina e di Piazza della Repubblica. Tra le vie del centro in direzione nord-sud è l'unica che non cambia nomenclatura da corso Vittorio Emanuele II (la numerazione civica inizia da questo corso) a corso Regina Margherita.

## Storia e caratteristiche
La via, relativamente stretta, nasce come cardine del Quadrilatero Romano dell'antica colonia Julia Augusta Taurinorum fondata dai romani, e parallela al cardine massimo del castrum stesso (attuale via Arsenale/via San Tommaso).

In epoche più recenti fu un importante asse viario di varie contrade, i cui tratti sono frammentati in varie denominazioni:
- tratto tra via dell'Arcivescovado e stazione ferroviaria Porta Nuova fu eseguito nel 1585-1590, in occasione del primo ampliamento della città verso sud insieme a via Roma, ovvero dopo l'abbattimento dell'antica Porta Marmorea (situata all'angolo fra le attuali via Arsenale e via Santa Teresa). L'attuale apertura porticata su corso Vittorio Emanuele II, di elegante stile eclettico, risale al progetto di unione dei portici di piazza Carlo Felice con corso Vittorio Emanuele II di Carlo Promis nel 1869, altresì fautore della vicina piazzetta Pietro Paleocapa con l'annesso monumento di Odoardo Tabacchi del 1871. Una particolare attenzione, se si guarda in alto all'arco dei portici di ingresso, va a una curiosa statua con un mitologico Toro a tre teste.
- tratto tra via dell'Arcivescovado e via Antonio Bertola: antica via della "Contrada della Provvidenza" dove si può ammirare il Palazzo d'Harcourt, oggi Casa Velò.
- tratto tra "Contrada della Barra di Ferro" (oggi via Antonio Bertola) fino a via Dora Grossa (oggi via Garibaldi): antica via dell'"Albergo Maurizio Conte della Rosa Rossa". Spicca qui la parete occidentale del palazzo Trucchi di Levaldigi, all'angolo con via Vittorio Alfieri, con il noto Portone del Diavolo. Al civico n.68 poi, il palazzo che ospitava il salotto dei patrioti liberali di Lorenzo Valerio con in alto una lapide che ricorda la stanza dove un giovane Michele Novaro musicò, nel 1847, l'Inno nazionale d'Italia. Da citare anche il lato orientale della chiesa dell'Arciconfraternita della SS. Trinità, all'angolo con via Garibaldi.
- tratto tra via Garibaldi e le porte Palatine, "Contrada dello Spirito Santo", dove ha sede la biblioteca del Seminario Arcivescovile e il palazzo della Facoltà Teologica torinese, prima della piazza San Giovanni e del Duomo di Torino, per finire sulla parte orientale della Porta Palatina.

Il tratto da corso Vittorio Emanuele II sino all'incrocio con via Antonio Bertola fu allargato all'inizio degli anni 1910, mentre il restante tratto mantenne la stessa modesta larghezza originaria. 
Tutti questi tratti furono poi unificati nel 1871, con il nome unico di via XX settembre, in memoria della data della Presa di Roma del 1870, che chiuse la Proclamazione del Regno d'Italia.